# مارسيو أرواخو
مارسيو أرواخو (بالبرتغالية: Márcio Rodrigues Araújo‏) (11 يونيو 1984 في ساو لويز في البرازيل – )؛ هو لاعب كرة قدم سابق كان يلعب كلاعب وسط.

## وصلات خارجية
- مارسيو أرواخو على موقع رابطة كرة القدم اليابانية للمحترفين (اليابانية)
- مارسيو أرواخو على موقع قاعدة بيانات كرة القدم.إي يو (الإنجليزية)
- مارسيو أرواخو على موقع Soccerway.com (الإنجليزية)
- مارسيو أرواخو على موقع عالم كرة القدم.نت (الإنجليزية)